# Abdallah ben Jasin
Abdallah ben Jasin, död 1059, var en teolog och stiftare av almoravidernas rike i Marocko. Han var en ortodox sunnit och drev från grundandet av riket utbredning av sin extrema form av islam som också medförde en revolt 1055.